# Goudji
Pour les articles homonymes, voir Amachoukeli.
Ne doit pas être confondu avec Guy Georges.
Goudji, né Guy Georges Amachoukeli (en géorgien : გუჯი ამაშუკელი) le 6 août 1941 à Bordjomi (République socialiste soviétique de Géorgie), est un sculpteur et un orfèvre français d'origine géorgienne.

## Biographie

### Jeunesse
Goudji passe sa jeunesse avec son frère aîné de deux ans à Batoumi, où son père est médecin-chef des hôpitaux, et sa mère professeur de sciences naturelles.
Il étudie à l’Académie des beaux-arts de Tbilissi de 1958 à 1962 en section sculpture. Il quitte précipitamment la Géorgie en 1962 à la suite de la tentative avortée de deux de ses amis de fuir l'URSS à la nage vers la Turquie. Il gagne Moscou où il entame une carrière de sculpteur en rêvant de devenir orfèvre. En 1969, il épouse Katherine Barsacq, fille d'André Barsacq, qui travaille à l'Ambassade de France à Moscou. Il s’établit en France en janvier 1974 après cinq années de démarches et l'intervention personnelle du Président Georges Pompidou. Il obtient la nationalité française en 1978.

### Les années parisiennes
Dès son arrivée à Paris, Goudji réalise son rêve et crée enfin des bijoux et des objets décoratifs en métaux précieux pour des galeries d'art. De culture byzantine, il saisit, après son installation à Paris, l’universalité du catholicisme et se passionne pour l’art paléochrétien, l'art roman et l'art gothique. Il crée, dès 1986, pour le domaine de l'art contemporain et de l'art liturgique.
Son parcours est marqué par des rencontres avec des personnalités aussi diverses, en URSS, que Vladimir Vissotski, Boulat Okoudjava, Andreï Volkonski, Sergueï Paradjanov et Merab Mamardashvili, ou, plus tard en France, François Mathey, Claude Bernard, François Mitterrand, Edmond Jabès, Balthus, Gao Xingjian, Lucien Jerphagnon ou encore Jean-Paul II et Benoît XVI.
Il travaille principalement dans ses ateliers de Montmartre et du Vendômois.
Goudji a travaillé avec de nombreuses galeries : la Galerie Capazza en Sologne, Art3 à Nantes, la Galerie Claude Bernard, suivie de la Galerie Ary Jan à Paris, la Galerie Alice Pauli à Lausanne, Arras Gallery à New-York, ASB Gallery à Zurich, Londres et Madrid et la galerie Lieve Hemel à Amsterdam.
Il est le père de l'artiste moscovite Georgy Ostretsov, dit Gosha, de l'écrivain et éditeur Stéphane Barsacq, et de la réalisatrice Marie Amachoukeli.

## Œuvre

### Technique et style
Orfèvre et sculpteur de formation, Goudji crée des pièces uniques, sans utiliser de procédés permettant l'édition ou la reproduction de l'œuvre à l'identique. Il adopte à ce dessein une technique de repoussé à la main et au marteau à partir d'une mince feuille de métal. Il conjugue la technique de la dinanderie avec l’incrustation de pierres dures dans le métal précieux.
Il crée pour commencer des bijoux, des fibules et des torques, puis des objets imaginaires de plus en plus importants — personnages mythiques, animaux fabuleux, etc. —, nés de ses rêves.

### Réalisations, commandes et collections
Goudji est sollicité en 1976 pour créer et réaliser l’épée d’académicien de Félicien Marceau. Depuis lors, Goudji a réalisé un grand nombre de bijoux et plusieurs centaines d’objets en or, argent et pierres dures, ainsi que d'autres épées d’académicien dont celles d’Hélène Carrère d'Encausse, Raymond Barre ou Maurice Allais et des bijoux emblématiques dont ceux des académiciennes Claude Dulong et Véronique Schiltz ou encore le marteau du commissaire-priseur Philippe Rouillac.
La plupart des pièces civiles sont conservées dans des collections privées. Plusieurs musées en possèdent : le musée des arts décoratifs de Paris, le musée Mandet de Riom, le musée Dobrée de Nantes, le musée des Arts décoratifs de Lyon, le musée du château de Blois en France, le Kunsthaus Dr Hartl de Freising en Bavière, les musées du Vatican à Rome ou le musée Masséna de Nice.

## Œuvre liturgique

### Sanctuaires et maîtres-autels
En 1985, Goudji crée une cuve baptismale et un chandelier pascal pour l’exposition du Comité national d'art sacré, à l’Abbaye de l'Épau. Cette œuvre déposée en 1986 à la cathédrale Notre-Dame de Paris est en lien avec le baptême et Pâques, l’eau et la lumière. C’est pour lui le signe d’une renaissance, peut-être une troisième vie, après l’Union soviétique et l’arrivée à Paris, consacrée à la plénitude de son art qu’il conçoit comme la création « d'objets de beauté, à la gloire de Dieu ».
Entre 1992 et 1996, il conçoit vingt-cinq pièces, dont le maître-autel, pour la cathédrale Notre-Dame de Chartres, toutes inscrites à l’Inventaire du Patrimoine. En 2008, il crée vingt-cinq nouvelles œuvres (vases sacrés, chandeliers, ciboire), qui font de la collection chartraine l'une des plus importantes collections d'œuvres liturgiques de Goudji en France.
Goudji réaménage par ailleurs plusieurs sanctuaires de cathédrales, abbayes et églises : la cathédrale de Luçon (1995), l'abbaye de Saint Philibert de Tournus (1999), la Grande-Trappe de Soligny (2000), l'église Saint-Pierre de Champagne (2000),  la cathédrale de Cambrai (2003), l'abbatiale Notre-Dame de Belleville (2004), cathédrale de Fribourg (2004), la basilique Sainte-Clotilde de Paris (2007), la cathédrale de Saint-Flour (2010), la cathédrale d'Autun (2011), la cathédrale de Saint-Claude (2011) et la basilique Notre-Dame-du-Rosaire de Lourdes (2012), la chapelle Saint-Clair de la cathédrale d'Albi (2016), la cathédrale de Saint-Malo (2016) et la cathédrale d'Uzès (2024).

### Objets liturgiques
Goudji a pour particularité, non seulement de créer et réaliser des maîtres-autels, mais l'ensemble des objets liturgiques, dans un même élan. Il crée et réalise ainsi des cuves baptismales : Notre-Dame de Paris (1986), Saint-Jean de Montmartre (2007), Saint-Pierre de Champagne, de grands ostensoirs de procession : Lourdes, Le Puy-en-Velay,  des crosses d’abbé et d’évêque : abbé de Saint-Maurice de Clervaux (1994), abbé de Triors (1996), abbé de Champagne (2000), Mgr Jean-Louis Bruguès (Rome), Mgr Hervé Giraud (Soissons), Mgr Jean-Pierre Batut (Blois), des reliquaires : abbaye de Sept-Fons (1998), abbaye Saint-Philibert de Tournus, cathédrale de Cahors (2002), des couronnes de lumière : Saint-Philibert de Tournus (2002), la collégiale Saint-Liphard de Meung-sur-Loire (2004), des colombes eucharistiques : Angers, Chartres, Blois, Vendôme, Angoulême, et des calices : chapelle Notre-Dame du Haut de Ronchamps.
En 1999, il crée et réalise le reliquaire du Padre Pio, offert au pape Jean-Paul II à sa demande et à l'occasion de la béatification du prêtre par les frères mineurs capucins. Puis, à la demande de Mgr Piero Marini, maître des célébrations pontificales, le marteau d'ouverture de la Porte Sainte et le rational que porte le pape sur son pluvial, créé par l'atelier Xreggio de Trévise, pour l’ouverture de la porte sainte de Saint-Pierre de Rome par le pape Jean-Paul II.
En 2004, les frères mineurs capucins font encore appel à Goudji pour les vases sacrés, la croix de procession, l'ostensoir, la lanterne, l'encensoir et sa navette à encens, ainsi que la couverture d'évangéliaire. En 2008, Goudji créé et réalise la châsse de cristal de Padre Pio pour la translation du saint le 24 avril 2008 à San Giovanni Rotondo dans les Pouilles en Italie.
Goudji réalise en 2008 avec Pierre Rouge-Pullon les camées des dix derniers papes dans trésor de la cathédrale Notre-Dame de Paris.
Pour la venue du pape Benoît XVI à Lourdes, Mgr Jacques Perrier réunit 32 œuvres de Goudji, en provenance de diverses cathédrales et monastères, en France et à l'étranger, pour la messe de la Croix Glorieuse du 14 septembre 2008. À l'occasion de cette messe pontificale, Goudji crée et réalise la Croix Glorieuse, destinée au sanctuaire de Lourdes.
Pour les fêtes de la Pentecôte 2009, Goudji crée et réalise la couverture d'évangéliaire de l'abbaye Sainte-Marie-de-la-Résurrection d'Abou Gosh, près de Jérusalem, une abbaye bénédictine constituant l'un des quatre domaines nationaux français de Terre Sainte.
Pour la venue du pape le 21 juin 2009 à San Giovanni Rotondo, les frères mineurs capucins font appel à Goudji pour créer une monstrance-reliquaire du cœur de Padre Pio, une lampe à huile dédiée au pape Jean-Paul II, une lampe à huile dédiée au pape Benoît XVI, et deux chandeliers des acolytes. Puis le 23 septembre 2009, Goudji crée et réalise le sarcophage fermé de Padre Pio.
Le 20 octobre 2013, à l’occasion des journées Essentiel’Mans, la Croix du Christ en gloire réalisée par Goudji est élevée dans le chœur de la cathédrale Saint-Julien du Mans.
Le 12 octobre 2014, un nouveau reliquaire de Goudji en l'honneur de sainte Foy est installé dans l'abbatiale Sainte-Foy de Conques lors de la semaine Sainte Foy. Il est suspendu entre deux colonnes au milieu de l'abside du chœur, visible dès l'entrée dans l'abbatiale et accessible par le déambulatoire aux pèlerins et visiteurs. Le dimanche de Pentecôte 2015, il dévoile la croix-reliquaire qu'il a créée et réalisée, à la demande des frères Prémontrés de Conques.
Le 7 avril 2017, la grande croix-reliquaire de Goudji pour la cathédrale Notre-Dame de Chartres est dévoilée par Mgr Michel Pansard. Suspendue au dessus de l'autel, à la croisée des transepts, elle comporte un petit morceau de la croix du Christ. C'est la 51e œuvre de l'artiste pour cette cathédrale. En 2020, Chartres Sanctuaire du Monde finance la réalisation par Goudji d'une cuve baptismale qui prend place dans le baptistère antique de la crypte.
En 2019, la vente des deux manuscrits des chansons d'Alain Souchon, Foule sentimentale et Allo maman bobo, lors d'une vente aux enchères au château de Chambord, permet de récolter un montant total de plus de 40 000 euros pour la fabrication de deux objets liturgiques à destination de la cathédrale Notre Dame de Paris et de la cathédrale Saint-Louis de Blois. Grâce à cette vente, le 28 mai 2021, deux œuvres réalisées par l'artiste ont été présentées à l'évêque de Blois et au recteur de la cathédrale Notre-Dame de Paris par Goudji : une croix processionnelle en argent et pierres dures de couleur destinée à Paris et une crosse épiscopale à Blois.
Le 1er décembre 2022, lors d'une cérémonie présidée par le nonce apostolique, la Vierge de la basilique Notre-Dame de Fourvière de Lyon s'est vue coiffée d'une nouvelle couronne après que la précédente datant de 1900 a été volée en 2017. La Fondation Fourvière a souhaité offrir à la Vierge une couronne modernisée créée et réalisée par Goudji.
En septembre 2024, deux de ses œuvres intègrent le trésor de la cathédrale Notre-Dame de Chartres.

## Expositions personnelles
La liste des expositions personnelles et des rétrospectives de Goudji, en France et à l'étranger, est trop longue pour être énumérée ici. Citons la dernière rétrospective de l'artiste, de plus de 250 œuvres uniques :
- Goudji à Paris, Mairie du 5e arrondissement, Paris, 2023[14].

## Distinctions
- Commandeur de l'ordre des Arts et des Lettres (décret du 29 octobre 2021) [15]
- Chevalier de la Légion d'honneur  (décret du 11 juillet 2008)[16]
- Chevalier de l'ordre national du Mérite  (décret du 14 novembre 2001)
- Commandeur dans l'ordre du Mérite de l'ordre du Saint-Sépulcre de Jérusalem (2003)
- Chevalier de l'ordre de Saint-Grégoire-le-Grand (2007)
- Élu à l'Académie catholique de France, section Arts et Lettres (nomination du 9 décembre 2009)
- Ordre de la Toison d'or de Géorgie (2012)
- Chanoine d'honneur de la cathédrale de Chartres (2017)
- Ordre d'excellence (6 décembre 2024) remis par la Présidente de la Géorgie Salome Zourabichvili

#### Monographies
- 1987, Goudji, par Malcolm Lakin et Théo Kok, préface de Janine Rensch, textes de Félicien Marceau et François Mathey, Éditions ASB Gallery, Londres
- 1989, Goudji, par François Mathey, Éditions Galerie Claude Bernard, Paris
- 1991, Goudji, orfèvre contemporain, par Marie-Josée Linou, photos Marc Wittmer, éditions Musée Mandet de Riom
- 1991, Goudji, Textes de Goudji et de François Mathey, photos Marc Wittmer, éditions Galerie Claude Bernard, Paris
- 1993, Goudji, Texte de Marc Hérissé, photos Marc Wittmer, coédition éditions de l'Amateur et Gal. Plessis édition de livres de tête, Galerie Plessis
- 1992, Goudji, sculpteur-orfèvre, par Graham Hughes, photos Marc Wittmer, "The Fine Art Society, London, in association with ASB, Zürich"
- 1993, De pierre, de métal et de feu, Goudji, orfèvre contemporain, par Jacques Santrot, préface de Robert Turcan, photos Marc Wittmer, musée Dobrée, Nantes
- 1993, Goudji, par Marc Hérissé, préface de Félicien Marceau, photos Marc Wittmer, éditions de l'Amateur
- 1993, Goudji au Louvre, par Michel Laclotte et Jacques Santrot, RMN, Paris
- 1993, Goudji, par Jean Paget, photos Marc Wittmer, éditions Galerie Claude Bernard, Paris
- 1993, Goudji, Histoire d'un art, par Jacques Santrot, photos Marc Wittmer, Kunsthaus Dr. Hartl, Freising
- 1999, Goudji, par Stéphane Barsacq, photos Marc Wittmer, Galerie Capazza, Nançay
- 1999, Goudji, orfèvre, par Chantal Fernex de Mongex et Stéphane Barsacq, photos Marc Wittmer, éditions musée des Beaux-Arts de Chambéry
- 2002, Goudji, Stéphane Barsacq, Bernard Berthod, préface d'Hélène Carrère d'Encausse, photos Marc Wittmer, éditions de l'Amateur, Paris
- 2007, Goudji, le magicien d’or, Jacques Santrot, Préface de Daniel Rondeau, photos Marc Wittmer, Éditions Gourcuff & Gradenigro, Paris
- 2011, Goudji, des mains d’or et de feu, par Lucien Jerphagnon, Salah Stétié, Bernard Berthod, MA Renault-Langlois, photos Marc Wittmer, éditions Thalia
- 2012, Goudji, par Gérard Capazza, photos Denis Durand, Galerie Capazza, Nançay, réédition 2019
- 2016, Goudji, par Stéphane Barsacq, photos Denis Durand, Galerie Capazza, Nançay
- 2016, Goudji, Itinéraire d'une œuvre, sous la direction de Bernard Berthod, Nathalie Nabert et Dominique Ponnau, préface de Philippe Capelle-Dumont, textes de Catherine Arminjon, André de Bokay, Hélène Carrère d'Encausse, Mgr Maurice de Germiny, Pierre-Gilles Girault, Aude de Kerros, Mgr Jean Legrez, P. Christophe Le Sourt, Mgr Jacques Perrier, Véronique Schiltz, Yves Bonnefoy,...), photos Marc Wittmer, Académie catholique de France, Parole et Silence, Paris
- 2019, Goudji, L'orfèvre du sacré, par Jacques Santrot, préface de Christiane Rancé, photos Marc Wittmer, Albin Michel, Paris
- 2021, Goudji par Laura Capazza-Durand, photos Denis Durand, Galerie Capazza, Nançay
- 2021, Goudji, Le poème du feu, cinquante ans de féérie par Bernard Berthod, CLD Editeur
- 2023, Goudji à Paris, sous la direction de Jacques-Charles Gaffiot. Textes de : Hélène Carrère d'Encausse, Florence Berthout, Mgr Jean-Louis Bruguès, Daniel Alcouffe, Mgr Matthieu Rougé, Robert Turcan, Goudji, Jacques Santrot, Claude Mauriac, Bernard Berthod.

#### Documentaire
- 2014, Goudji, sacré art !, film de Virginie Berda, L'Harmattan-Lukarn
- 2016, Série grands témoins : Goudji, une émission des "Racines du Ciel" de Leili Anvar, diffusée sur France Culture le 3 avril 2016[17].
- 2020, Goudji, une émission de "Orthodoxie" de Jivko Panev et de Véronick Beaulieu, diffusée sur France 2 le 2 février 2020[18].

#### Numéro spécial de revue
- Nunc, « Goudji » (avec des textes de Jacques Santrot, Stéphane Barsacq, Marie-Gabrielle Leblanc et Christiane Rancé), no 46, 2018

#### Ouvrages généraux
- 1976: Discours de Réception de Félicien Marceau à l'Académie française, Texte de Claude Mauriac, éditions Gallimard
- 1992: Écrits, par François Mathey, Choix des textes, présentation et bibliographie par Jean-Marie Lhôte, Réunion des Musées Nationaux (RMN), Le Seuil
- 1995: Balthus ou la quête de l’essentiel, Entretiens de Sémir Zeki avec Balthus, Éditions Belles-Lettres/Archimbault
- 1996: Dictionnaire des Arts Liturgiques par Bernard Berthod et Elisabeth Hardouin-Fugier, éditions de l'Amateur
- 1996: La France du Patrimoine - Les choix de la mémoire par Marie-Anne Sire, coll. Découvertes, éditions Gallimard
- 1997: Journées Mondiales de la Jeunesse par S.E. Mgr Michel Dubost, éditions Magnificat
- 1998: Dictionnaire iconographique des saints  par Bernard Berthod et Elisabeth Hardouin-Fugier, éditions de l'Amateur
- 2000: Chartres, la cathédrale Notre-Dame, éditions du Patrimoine
- 2000: Thesaurus - Objets religieux du culte catholique, Sous la direction du Patrimoine, The Getty Trust et Patrimoine canadien, éditions du Patrimoine
- 2000: 20 siècles en cathédrales, sous le patronage de Jacques Le Goff, sous la direction de Catherine Arminjon et Denis Lavalle, éditions du Patrimoine
- 2001: Trésors inconnus du Vatican, par Bernard Berthod et Pierre Blanchard, éditions de l'Amateur
- 2002: L'élan des cathédrales, par Alain Erlande-Brandenburg, éditions Jean-Paul Gisserot
- 2008: Visite de Benoît XVI à Lourdes, éditions du Signe
- 2013: Chartres, La grâce d'une cathédrale, sous la direction de Mgr Michel Pansard, La Nuée Bleue
- 2013: Les mirages de L'Art contemporain, par Christine Sourgins, La Table Ronde
- 2014: François Mathey, un précurseur méconnu, par Brigitte Gilardet, Les presses du réel
- 2015: Albi, Joyau du Languedoc, Sous la direction de Mgr Jean Legrez, La Nuée Bleue
- 2015: Une saison au Thoronnet, par Pauline de Préval, éditions du Seuil
- 2017: Saint-Malo, La cathédrale des corsaires, sous la direction de Mgr Pierre d'Ornellas, La Nuée Bleue
- 2017: Vendée, Luçon, Maillezais, Saint-Laurent-sur-Sèvres, sous la direction de Mgr Alain Castet, La Nuée Bleue
- 2022: Chartres : cathédrale Notre-Dame, par Fabienne Audebrand, Irène Jourd'heuil et Philippe Plagnieux, éditions du Patrimoine
- 2023: L'art caché enfin dévoilé, par Aude de Kerros, Editions Eyrolles, 2023  (ISBN 978-2-416-00697-5)
- 2024: Dictionnaire amoureux des cathédrales, par Pauline de Préval, éditions Plon